# Paragarumna melichari
Paragarumna melichari är en insektsart som först beskrevs av Baker 1927.  Paragarumna melichari ingår i släktet Paragarumna och familjen Tropiduchidae. Inga underarter finns listade i Catalogue of Life.